# Franjo Petrušić
Franjo Petrušić (? — Zagreb, 17. januar 2013) bio je banjalučki pozorišni radnik, kompozitor i muzičar.

## Biografija
Franjo Petrušić je, uz akademika Vladu Miloševića, bio najistaknutiji muzičar u životu Banjaluke nakon Drugog svjetskog rata. Bio je vođa Okteta gradskih banjalučkih muzičara, prvi predsjednik banjalučke podružnice Udruženja muzičara zabavne i narodne muzike BiH osnovane 8. novembra 1964. godine, a najviše je ostao upamćen kao dugogodišnji direktor Narodnog pozorišta Bosanske krajine.
Kao kompozitor je dobio prvu nagradu na četvrtim Pozorišnim igrama u Jajcu 1973/74 godine za komponovanje muzike za dramu „Mikelanđelo Buanaroti“ Miroslava Krleže u izvedbi Narodnog pozorišta iz Banjaluke, a komponovao je i muziku za prvi radio signal-špicu odaslanu u eter pri otvaranju Radija Banja Luka 1967. godine. Premda najpoznatije njegovo ostvarenje je muzika za nezvaničnu himnu Banje Luke „Nosim te u srcu“.
Preminuo je u Zagrebu 17. januara 2013. godine nakon kraće bolesti.

## Literatura
- Đurić, Vesna; Amidžić, Sanja (2015). „Dopisnička mreža i programska produkcija radio‐televizije Republike Srpske” (PDF). Medijski dijalozi : časopis za istraživanje medija i društva. Podgorica: Istraživački medijski centar - Podgorica. VIII (21): 247—262. ISSN 1800-7074.  12734480
- Ravlić, Aleksandar (1974). Banja Luka : razdoblja i stoljeća. Beograd: Mladost.  158697735

## Spoljašnje veze
- Traganje za novinarima radijske vokacije na
- BANJALUČKE LEGENDE: Ismet Bekrić, uvijek vjeran svojoj Banjaluci! na blusrcu.ba Архивирано на веб-сајту  (30. новембар 2018)